# なんかいNEWS
『なんかいNEWS』（なんかいニュース）は、南海放送（RNBテレビ）で放送されている愛媛県ローカルのスポットニュース。RNBラジオのローカルニュースは『愛媛新聞ニュース』（えひめしんぶんニュース）という題名で放送されている。かつてRNBテレビでは、『南海放送ニュース』のタイトルで放送していた。

## 放送時間
- 水曜・木曜 21:54 - 22:00
- 金曜 22:54 - 23:00
- 日曜 21:54 - 22:00、1:30 - 1:35（月曜未明）
  - 斜体表記の時間は『なんかいNEWSファイナル』（なんかいニュースファイナル）のタイトルで放送。かつては月曜 - 木曜 22:54 - 23:00にも放送されていたが、1994年4月の『NNNきょうの出来事』フライングスタート化に伴い廃枠となった。また、土曜にも別番組放送のため、一時的に廃枠となることがある（2009年10月からは『THE PARTNER』放送のため、再び廃枠となっている）。
  - 20:54の枠は『NNNニューススポット』の廃止に伴う代替として、それまでの21:54の枠がスライド（曜日によっては新設）されたもの。

## 関連番組
- NEWS チャンネル4（月曜 - 金曜 16:50 - 18:55、途中17:50 - 18:16に『news every.』を内包）